# Brunequilda

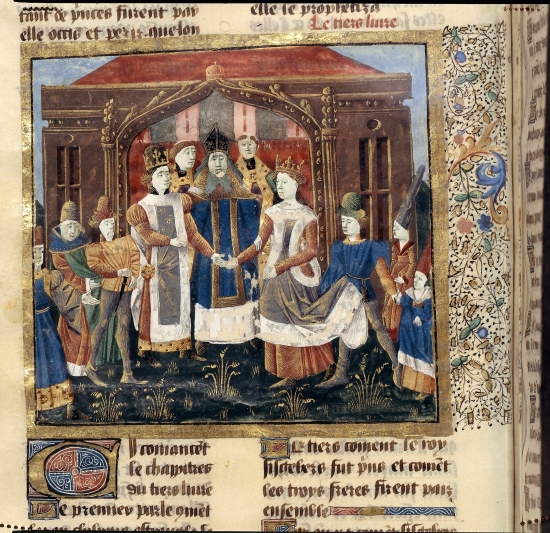
Matrimoni de Sigebert I i Brunequilda

Brunequilda   (Toledo, 545 ↔ 550 - Renève, 613) també coneguda com a Bruniquilda, Brunegilda, o Brunilda; en llatí: Brunichildis, fou una princesa visigoda filla d'Atanagild i Gosuinda. Per matrimoni va arribar a ser reina d'Austràsia. Va participar en els conflictes i guerres contra Nèustria causats per l'assassinat de la seva germana Galswinta (també coneguda com a Galsuinda o Galesvinta). Va ser regent a Austràsia i Borgonya.

## Biografia
Brunegilda tenia 11 anys quan el seu pare Atanagild (510-567) va ser elegit rei visigot d'Hispània. Era la petita de les dues filles del matrimoni real. La princesa Brunegilda va ser educada en la cort de Toledo, capital del regne visigot, que gaudia de cert prestigi en l'època, i professava la fe cristiana arriana.
Les difícils relacions polítiques entre francs i visigots havien millorat i al voltant de l'any 565 Sigebert I, rei d'Austràsia, va sol·licitar a Brunequilda en matrimoni. Sigebert I tenia 30 anys i ella 22.
Aquest matrimoni beneficiava els interessos d'ambdós regnes. Al visigot Atanagild el deslliurava dels problemes amb els francs i li permetia concentrar les seves lluites contra romans d'Orient i sueus; i al merovingi Sigebert I el reforçava en els conflictes amb els seus germans. Sigebert I era un dels quatre fills de Clotari I, entre els quals el regne havia estat dividit a la seva mort.
Brunequilda va acceptar canviar la seva fe arriana per la fe catòlica i, aportant un bon dot, va celebrar el seu matrimoni a la ciutat de Metz -capital del regne d'Austràsia- l'any 566. El bisbe Gregori de Tours (539-594), cronista de l'època merovíngia, va escriure: «Era una jove de maneres elegants, de bonica figura, honesta i decent en els seus costums, de bon consell i agradable conversa». Amb la seva incorporació a la dinastia merovíngia va començar, per a l'ara reina d'Austràsia, una vida difícil, plena de conspiracions i amb un tràgic final.

## La primera víctima
A l'any següent es va celebrar el matrimoni de la germana de Brunequilda, Galswinta, amb el germà de Sigebert I, Khilperic I rei de Nèustria, aportant també ella un generós dot.
Khilperic ja estava casat amb Audovera, amb qui havia tingut quatre fills, però va aconseguir anul·lar el seu matrimoni per emmanillar Galswinta. Tanmateix, no va abandonar la seva amant Fredegunda. El matrimoni va fracassar ràpidament a causa de l'actitud de Khilperic I, que es va negar a abandonar la seva vida dissipada. Galswinta llavors va voler tornar a la cort visigoda, però aquell mateix any va morir el seu pare Atanagild, debilitant-se així la seva posició política, la qual cosa va resultar en el seu assassinat, atribuït a Fredegunda. Un temps més tard Khilperic I va contreure matrimoni amb Fredegunda.
L'assassinat de la seva germana va provocar a Brunegilda una profunda rancúnia cap a ambdós. Va exigir a Khilperic I la devolució del dot que havia aportat Galswinta, però el rei de Nèustria es va negar a fer-ho.
Sigebert I va apel·lar al seu altre germà, Guntram de Borgonya, perquè intervingués en el conflicte. Guntram va reunir un consell de nobles i es va resoldre lliurar en compensació a Brunequilda i als seus descendents les ciutats de Bordeus, Llemotges, Cahors, Bearn i Bigorra, que havia rebut Galswinta, com a regal de casaments. Però el problema no es va resoldre. Khilperic I va acceptar de males ganes la devolució de les ciutats i Brunequilda no va oblidar l'assassinat de la seva germana.

## Comença la guerra fratricida
Entre 567 i 570 van néixer els tres fills de Sigebert I i Brunegilda: Ingunda, Clodosvinta i Khildebert.
Les picabaralles entre Sigebert I i el seu germà Khilperic I van continuar, aquesta vegada atiades per ambdues reines consorts, Brunequilda i Fredegunda. El bisbe de París, Sant Germà, va intentar apaivagar el conflicte i va escriure una carta a Brunequilda sol·licitant-li la seva influència, sense aconseguir-ho.
El 575 Khilperic I va intentar recuperar les cinc ciutats per la força i en la lluita va morir el seu fill Teodobert, un fill que havia tingut amb Audovera. Sigebert I va començar l'ocupació de Nèustria; però en un acte d'audàcia i astúcia, Fredegunda va enviar dos sicaris, que el van assassinar just quan estava a punt d'obtenir una victòria completa. Gràcies a això Khilperic I va poder recuperar-se de la desesperada situació en la qual es trobava i fins i tot reclamar la possessió del regne d'Austràsia.
Brunequilda, ara vídua, es trobava amb els seus fills a París -capital del regne de Neustria- i van ser fets presoners per Khilperic I, però Brunequilda va aconseguir fer escapar al seu petit fill Khildebert II i va reclamar el tron d'Austràsia per a ell i la regència per a ella. La noblesa d'Austràsia va reconèixer els drets de l'hereu, però no la va acceptar com a regent, nomenant en aquest càrrec a Guntram de Borgonya.
Khilperic I va separar a Brunequilda de les seves filles i la va relegar a un convent a Rouen. En un acte insòlit, un altre fill de Khilperic I Audovera, Meroveu, que havia participat en la fugida del fill, es va presentar a Rouen i va contreure matrimoni amb Brunequilda. El príncep comptava 19 anys i ella 32 anys. La cerimònia va ser celebrada pel bisbe de Rouen, Pretextat. Aquest matrimoni li comportaria a Brunequilda l'acusació d'incest i lascívia.
Khilperic I va aconseguir anul·lar el matrimoni. Enfurismat amb Meroveu, li va prohibir l'ús d'armes i el va fer tonsurar i ordenar sacerdot per força -la qual cosa implicava la pèrdua del dret de successió al tron-, però el príncep va aconseguir escapar. Brunequilda va intentar per tots els mitjans procurar-li asil a Austràsia, però els nobles austrasians es van oposar agosaradament, argumentant que fer-ho atrauria les ires de Khilperic I. Després de moltes desventures, Meroveu, tenaçment perseguit pel seu propi pare i per Fredegunda, va morir el 577. Es va dir que es va fer matar per un dels seus homes davant del temor de morir en el suplici. El bisbe Pretextat va ser assassinat el 586. Ambdues morts es van atribuir a conspiracions de Fredegunda, que també va intentar assassinar Brunequilda després de l'anul·lació del matrimoni.

## Primera regència
Brunequilda va tornar a la cort d'Austràsia, però el rebuig dels nobles la va obligar a buscar refugi a la cort de Guntram de Borgonya, retornant un temps després per assumir la regència del seu fill.
Va començar llavors a actuar com a sobirana d'Austràsia, organitzant i millorant l'estructura del regne. Va reparar camins, va construir esglésies, abadies i castells, va reformar les finances i va reorganitzar l'exèrcit, però les despeses van afectar els interessos dels nobles i aquests li van mostrar la seva hostilitat. Brunequilda va reaccionar imposant l'autoritat de la corona. Per reafirmar aquesta autoritat, va sol·licitar a Guntram de Borgonya -que no tenia fills vius- l'adopció del seu fill Khildebert II, el que el rei de Borgonya va acceptar el 577.
El 579 va casar la seva filla Ingunda, de 13 anys, amb el príncep visigot Hermenegild, acabant aquest matrimoni en tragèdia en morir ambdós a conseqüència de les conspiracions i lluites entre arrians, catòlics i romans d'Orient a Hispània. La seva filla Clodosvinta va casar amb el rei Recared.
El seu fill Khildebert II va començar a regnar com a sobirà al voltant de 583, complerts els 13 anys.

## La mà de ferro de la reina àvia
El 584 va morir assassinat Khilperic I de Neustria. Es va atribuir aquest crim tant a Brunequilda com a Fredegunda. Aquesta última va assumir la regència de Nèustria pel seu fill nounat, Clotari II, i va atemptar novament contra la vida de Brunegilda.
El 586 va néixer Teodobert II i a l'any següent Teodoric II (Thierry en francès), ambdós fills de Khildebert II i nets de Brunequilda. La seva enemiga Fredegunda va atemptar novament contra la vida del rei, la reina regent i el primer net.
La reina regent no només tenia enemics en la cort de Nèustria. Alguns nobles d'Austràsia se li oposaven fermament. Els ducs Rauquing, Ursi i Bertafreu, que s'havien enfrontat a la reina anteriorment i havien conspirat per assassinar Khildeberto II, van ser executats per ordre de Brunequilda el 587.
Les relacions entre Guntram de Borgonya i Khildebert II es van deteriorar, iniciant-se una lluita que va acabar l'any 587 firmant ambdós el Tractat d'Andelot, en el qual, entre altres acords, es va establir l'herència recíproca dels regnes en cas de mort d'alguna de les parts.
També l'any 587, el rei visigot Recared I va establir una aliança amb el rei khildebert Ii i va sol·licitar a més en matrimoni a Clodosinda, germana del rei. Brunequilda va accedir sota la condició que el matrimoni hauria de ser acceptat -per raons polítiques- per Guntram, però el rei de Borgonya es va negar a fer-ho.
El 593 va morir Guntram i Khildebert II va pujar al tron de Borgonya. El jove rei va intentar una guerra contra el regne de Nèustria, però va fracassar. Brunequilda va participar personalment en les decisions polítiques que es van prendre.
El 596 va morir enverinat Khildebert II als 26 anys. Es va atribuir el crim a Fredegunda. Altres fonts esmenten però una conspiració de nobles d'Austràsia, i fins i tot es va sospitar de Brunequilda.
Brunegilda va reaccionar amb rapidesa i va assumir novament la regència, aquesta vegada pels seus dos petits nets. Teodobert II es va convertir en rei d'Austràsia i Teodoric II de Borgonya.
El 597 va morir per malaltia la reina rival Fredegunda, a la tornada d'una expedició militar victoriosa contra Austràsia, a Laffaux o Latofao. El seu fill Clotari II, que comptava 13 anys, va ser nomenat rei de Nèustria. Brunequilda va intentar enderrocar Clotari II i assumir el poder de tots els regnes francs, però no va rebre suficient suport i l'intent va fracassar.
Per instigació de la noblesa d'Austràsia, el seu net Teodobert II, de 13 anys, va assumir el tron el 599 i va apartar la seva àvia del poder, expulsant-la de la cort d'Austràsia. Brunequilda es va refugiar en la cort de Borgonya, a la ciutat d'Orleans, on va ser bé rebuda pel seu altre net, Teodoric II.

## Relacions amb l'Església
El rei d'Austràsia i la seva mare Brunegilda van establir bones relacions amb el papa Gregori I Magne, elegit el 590.
Existeixen tres cartes del pontífex enviades a Brunequilda. En la primera, el pontífex comença lloant-la per ser una mare i reina exemplar, i li sol·licita el seu patrocini per al presbiterià Candidus. A la tercera epístola, el papa li sol·licita el seu patrocini per a Sant Agustí de Canterbury, en el seu camí cap a evangelitzar el poble dels angles.
El bisbe d'Autun, sant Desideri, elegit el 596, criticava amb duresa els costums de la cort de Teodoric II, i de la mateixa manera ho va fer amb Brunequilda. La reina va escriure al papa Gregori I queixant-se de l'actitud de sant Desideri cap a la seva família. El bisbe va ser suspès, però va continuar el conflicte entre el bisbe, els sobirans i la noblesa de Borgonya. Anys després, sant Desideri va criticar públicament durant un sermó a Teodoric II i a Brunequilda, la qual cosa va resultar en el seu assassinat el 608, comès per incondicionals de Teodoric II.
El monjo irlandès San Columbà de Lexehuil s'havia establert el 590 al regne de Borgonya i amb l'aprovació del rei Guntram va fundar diversos convents. La seva regla era molt estricta i es trobava en conflicte amb els bisbes i nobles francs. Arribat el moment, es va oposar que el rei Teodoric II visqués en concubinat i el va incitar a buscar una esposa. L'elegida va ser Ermenberta o Ermenberga, filla del rei visigot Viteric, però la princesa va ser rebutjada per Brunequilda, repudiada finalment pel rei i tornada a Toledo sense el seu dot.
Sant Columbà va decidir en una ocasió visitar la cort de Teodoric II a Autun. Brunequilda el va rebre amb respecte i li va sol·licitar una benedicció per als seus besnets que l'acompanyaven, fills de Teodoric II. El religiós es va negar a fer-ho, adduint l'origen il·legítim dels nens i va profetitzar que mai no regnarien. La reina, ofesa, va aconseguir la seva expulsió del regne de Borgonya el 610.

## Els darrers anys
Brunequilda, complerts ja els 60 anys, continuava dirigint les lluites pel poder entre els regnes francs. Les relacions entre Teodoric II i Teodobert II eren molt inestables, però els germans s'unien ocasionalment per combatre a d'altres.
En dues batalles, una en Dormelles el 600 i una altra en Étampes el 604, van aconseguir la victòria sobre Clotari II de Nèustria. En aquesta última batalla, lliurada el 25 de desembre de 604, Teodoric II va estar proper de capturar i derrotar definitivament a Clotari II, però la noblesa d'Austràsia el va forçar a firmar un tractat de pau a canvi de territoris.
Les relacions entre els germans es van anar deteriorant cada vegada més. Teodobert II estava influït per la noblesa d'Austràsia i Teodoric II es guiava més pel consell de Brunequilda que pel dels nobles de Borgonya. La poma de la discòrdia va ser una disputa per territoris.
Teodoric II de Borgonya i la seva àvia Brunequilda tenien el 612 una posició de poder, amb grans territoris conquerits, i van decidir atacar Teodobert Ii. Aquest rei va perdre la guerra ràpidament durant aquell mateix any; fou tonsurat -suposadament per ordres de Brunequilda- lo que segons els costums de l'època l'inhabilitava per reassumir el tron almenys fins que li tornés a créixer el cabell, i tancat en un monestir al costat del seu fill, on van morir el mateix any. Es van atribuir aquestes morts a Brunequilda, que les hauria ordenat per convertir el seu net preferit Teodoric II en indiscutit rei d'Austràsía, encara que les ordres bé van poder partir directament del mateix Teodoric II.
És important assenyalar que després de la mort de Gregori de Tours -l'any 594- els cronistes que van escriure sobre Brunequilda ni tan sols van ser contemporanis d'ella -a diferència del gran historiador dels francs- i van redactar les seves cròniques molts anys després d'ocorreguts els fets. Es presumeix que per raons polítiques, ho van fer des d'una perspectiva poc objectiva i intencionadament desfavorable a Brunequilda però, desgraciadament, no hi ha massa fonts històriques alternatives que narrin els esdeveniments.
Teodoric II va prendre el tron d'Austràsia, però a poc va emmalaltir de disenteria i va morir als 26 anys el 613, just quan es preparava per atacar a Clotari II.
Brunequilda, ja de 70 anys, va reclamar llavors la corona per al seu besnet Sigebert II i la regència per a ella, però la noblesa d'Austràsia dirigida per Pipí de Landen i el bisbe de Metz, sant Arnulf, li va rebutjar i va acordar una aliança amb Clotari II de Nèustria qui, a invitació d'ambdós, va envair militarment el regne d'Austràsia. També va ser traïda per Warnacari, majordom de palau de Borgonya, qui al comandament dels exèrcits d'aquest regne, en comptes de combatre Clotari II, va pactar amb ell -després seria nomenat majordom de palau per tota la vida per Clotari II.
Brunegilda, en veure's sense suport militar, va buscar l'ajuda de les tribus germàniques que vivien a la vora del Rin, però en la seva fugida va ser descoberta i capturada a Orbe, (modern departament del Jura), per Herbon, un terratinent que en teoria li devia fidelitat però que la va lliurar a Clotari II. Va ser sotmesa a judici a Renève, on se la va responsabilitzar de la mort de moltes persones importants; algunes d'aquestes morts, en realitat, havien estat assassinats ordenats per Fredegunda, la mare de Clotari II, i dos pel mateix Clotari II.
Segons les cròniques, la vella reina va ser sotmesa seguidament a turments dels quals no va morir durant tres dies; després va ser exhibida sobre un camell per a mofa de l'exèrcit de Clotari II i, finalment, fou lligada a la cua d'un cavall que la va arrossegar fins a morir. Altres fonts indiquen que va ser desmembrada entre quatre cavalls.
La mort de la reina Brunegilda va ser el 13 d'octubre de 613. Les seves restes van ser incinerades i les seves cendres dipositades en un sarcòfag a l'abadia de Sant Martí a Autun, fundada per ella mateixa el 602. Avui reposen al Museu Rolin a Avinyó.

## Conseqüències de la derrota de Brunegilda en la perspectiva històrica del regne dels francs

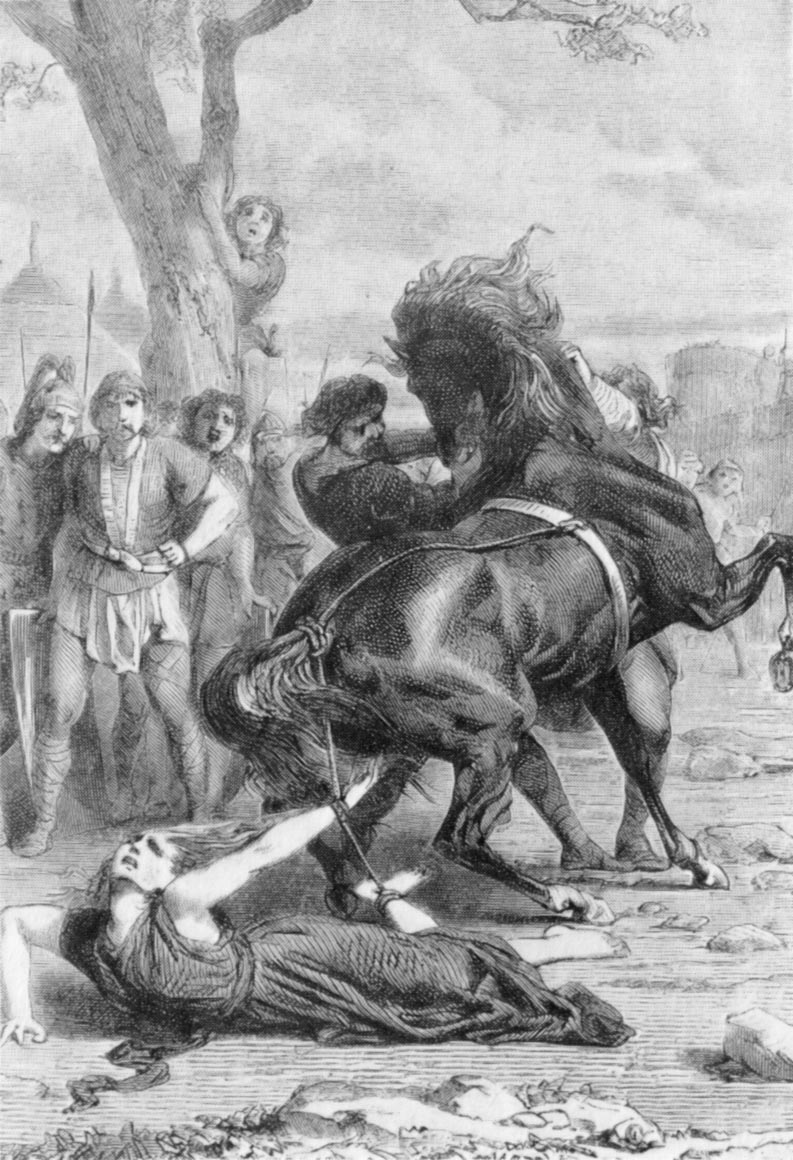
Philippoteaux i Girardet, Die Folterung von Brunhilde.

La derrota i el suplici de Brunequilda, més que el triomf de Clotari II, van representar la victòria de l'aristocràcia terratinent d'Austràsia i de Borgonya, amb la qual Clotari II -que mai no hagués pogut guanyar amb seus minvades forces de Nèustria- va haver de pactar perquè traïssin la reina. Com a conseqüència d'aquests pactes, la monarquia merovíngia, en teoria unida en la persona del fill de Fredegunda, va quedar seriosament debilitada, com ho prova el fet que l'any 614 Clotari II hagués de celebrar el Concili de París, pel qual la corona autolimitava les seves facultats en profit de la noblesa i el clergat.
És en aquesta època quan el càrrec de majordom de palau canvia subtilment la seva naturalesa: fins aquí, havia estat el representant del rei davant dels nobles, totalment subjecte a l'autoritat del monarca merovingi. El rei l'anomenava i podia destituir-lo. A partir de 613, el majordom de Palau es va convertint en el representant dels nobles davant del rei i són aquells els que li imposen al rei la seva elecció.
A Clotari II el va succeir el seu fill Dagobert I, qui per uns anys aconseguirà retardar la pèrdua de poder de la dinastia regnant -disgustat amb Pipí de Landen el 629, encara va tenir el poder de destituir-lo sumàriament de la majordomia de palau d'Austràsia-, però ja a la seva mort ocorreguda el 639 deixant dos fills petits, el govern passarà a les mans dels majordoms de palau, càrrec pel qual els nobles competiran entre si. Un d'ells, Pipí d'Héristal, descendent d'aquell Pipí de Landen que va trair a Brunequilda, estarà cridat a capitanejar els nobles d'Austràsia, obtindrà una victòria decisiva contra el majordom de palau de Nèustria en la batalla de Tertry (687) i desposseirà als merovingis de tot poder efectiu, deixant-los de reis només el títol i la llarga cabellera.
Per ser objectius, no es pot deixar d'esmentar la interpretació alternativa de Montesquieu, qui a la seva obra L'esperit de les lleis descriu els fets de 613 com a «revolució» contra Brunequilda i no com a «traïció». Per a ell, Brunequilda s'havia fet odiosa al «poble» d'Austràsia i al de Borgonya, entès el «poble» en un sentit restrictiu, que només comprenia els nobles terratinents i l'alt clericat, que subsumien en els seus dominis rurals a la immensa majoria de la població camperola. En efecte, els terratinents odiaven a Brunequilda perquè la reina volia organitzar l'estat segons un model de funcionament més centralitzat, cobrar impostos per a poder fer camins, reparar fortaleses, realitzar altres obres públiques i reorganitzar l'exèrcit, mentre que ells anhelaven ser amos i senyors independents en els seus respectius latifundis.
Hi ha un fet incontrastable: aquests nobles van pactar amb Clotari II, rei de Nèustria, regne que estava enfrontat des de feia molts anys amb els regnes d'Austràsia i Borgonya als quals aquests nobles pertanyien. Ells devien fidelitat als fills de Teodoric II però, com a part del tracte, els van lliurar perquè fossin assassinats per ordre de Clotari II. Van tenir l'excusa de la bastardia dels petits, ja que eren fills de Teodoric II amb una concubina, i així es va autocomplir la profecia de sant Columbà que mai no regnarien. Tanmateix, no era en absolut estrany entre els francs d'aquella època, que un fill bastard pogués regnar i, com a prova, Teodoric I d'Austràsia, fill bastard de Clodoveu I, va heretar segons el testament del seu pare la porció més extensa en la partició realitzada a la mort del gran rei merovingi.
Per aquestes raons, en endavant aquí es parlarà de «traïció» i no de «revolució», però queda feta l'excepció, amb l'objecte de l'objectivitat, que existeixen altres interpretacions.
En realitat, la traïció de l'aristocràcia d'Austràsia i de Borgonya contra Brunequilda i els seus petits besnéts, que Clotari II va legitimar en servir-se d'ella per fer morir cruelment la reina, va ser només el primer acte de la traïció de l'esmentada aristocràcia contra la monarquia merovingia en general, la qual es perfeccionaria el 751 amb la deposició del rei titella Khilderic III i la presa de la corona pel carolingi Pipí I el Breu.
Noti's que Pipí el Breu va necessitar l'anuencia de l'Església Catòlica en la persona del Papa Zacaries I per deposar Khilderic III, i això va ser perquè amb el baptisme de Clodoveu I el 25 de desembre de 496, que va anar seguit del de 3.000 dels seus guerrers, l'Església Catòlica havia legitimat que només els descendents de Clodoveu podien regnar sobre els francs. Llavors, per abjurar d'aquesta arrelada tradició que portava dos segles i mig de durada, va ser necessari la dispensa de la mateixa Església, malgrat que Pipí el Breu era ja rei en els fets, però no de nom.
És enganyós el rètol de «reis dropos» que se'ls ha donat als últims merovingis. La realitat és que res no podien fer encara que volguessin. Així és com a alguns dels descendents de Clotari II -Khilderic II, Dagobert II- quan pretengueren exercir alguna autoritat efectiva, simplement se'ls va assassinar, tal és la pèrdua de respecte per la monarquia en la qual havia caigut. A Khilperic II, per exemple, que va ser rei entre 715 i 717 i entre 719 i 721, se'l va veure personalment al capdavant dels seus exèrcits al costat del fidel duc Eudes d'Aquitània, i va intentar exercir l'autoritat que li corresponia, però va ser vençut pel gran majordom de palau Carles Martell, fill bastard de Pipí d'Heristal, pare de Pipí el Breu i avi del gran Carlemany.
En el fons, el major error de Brunequilda fou el voler imposar un govern centralitzat a l'estil romà a uns terratinents que buscaven fer-se independents del poder central, en una època en què les ciutats estaven en total decadència; per això el seu trist final.
Una altra paradoxa del suplici de Brunequilda és que, sent el triomf de Clotari II en teoria el de Nèustria sobre Austràsia, es va donar en condicions tals que va associar fermament als pipínides a la majordomia de palau d'Austràsia, en un moment en què la monarquia va autolimitar el seu poder, per la qual cosa la victòria de Clotari II va ser aparentment completa, però en veritat pírrica, perquè va sembrar les llavors del posterior predomini absolut d'Austrasia sobre Neustria.